# ヒュンダイ・アイオニック
アイオニック（IONIQ）は、現代自動車が製造・発売していた自動車である。

## 初代 (2016年 - 2020年)
2016年1月7日（現地時間）に世界初披露され、同年1月14日に韓国で発売を開始した。プラットフォームは新開発された専用の物で、同じプラットフォームを使う電気自動車、プラグインハイブリッドカーバージョンも発売が予定されている。
エンジンは業界トップクラスの最大熱効率40%を達成した、自社新開発の1.6L直噴カッパエンジンを採用している。
独自開発の新型ハイブリッドシステム、「DCT-TMED」を採用。専用設計の軽量デュアルクラッチトランスミッションを独自のハイブリッドシステムと組み合わせ、空気抵抗を極限まで減少させたデザイン(Cd値:0.24)などによって、燃費は韓国政府共同告示基準では史上最高の22.4km/Lに達し、同じ韓国基準での新型（4代目）プリウスの21.9km/Lを上回っている。またアメリカでも、米環境保護庁（EPA）基準の燃費は58MPGで、同じEPA基準の4代目プリウスの公表値（56MPG）を上回った。
欧州の自動車安全性評価、ユーロNCAPの衝突安全テストの結果、最高評価の5つ星を受けた。
世界初となる独自の新機能として、精密地図のナビゲーションを活用した省エネ運転支援システム、ECO-DAS(Eco-Driving Assistant System)を搭載。GPS情報で経路前方の上り坂や下り坂などを予測し、能動的にバッテリー充電・放電管理を行う。歩行者検知機能付自動緊急ブレーキAEB、スマートクルーズコントロール、車線逸脱防止支援システムもオプションとして選択可能。
2016年2月11日、プラットフォームを共有するSUVのキア・ニロも発表された。その結果、同じプラットフォーム上に3種類の電動パワートレインPHEV、EV、HEVを採用した世界初の世界車モデルでした。
2019年5月2日にはフェイスリフトモデルが公開された。 小さな外観の変化と共に、破格的な室内変化を披露した。
2020年5月、生産終了。
尚、車種名としてのアイオニックは今代限りだが、今後はヒュンダイが立ち上げたEVブランドとしてその名が使用されることになり、2021年2月23日にブランド初となる車種「アイオニック5」が公開された。
2024年現在、一部の国や地域にてリース販売として販売は継続されており、またレンタカーとしても使われていることから、ヒョンデ公式では現行車扱いとなっている。

### 評価
韓国の東亜日報はアイオニックに試乗してサスペンションなどを評価し、「運転の楽しさを選択肢に入れた」と評した。韓国の中央日報は、その燃費は評価するものの、「走る楽しさまで期待するのはやや無理」と評している。韓国の自動車雑誌であるモーターグラフは、DCTの走行感覚やハンドリングを評価し、「つまらなくないHV」と評している。
一方、日本の産経新聞等は、完全公開される前の開発段階から外観がトヨタ・プリウスに似ていると主張していた。正式公表後は、日経テクノロジーオンラインが、デザインについては「車両の外観はプリウスを意識したように見える」と評する一方、ハイブリッド機構については「プリウスのものと大きく異なる」としている。Record Chinaは、中国では「プリウスのパクリでありトヨタを超えられない」との意見があると報じている。

### 画像

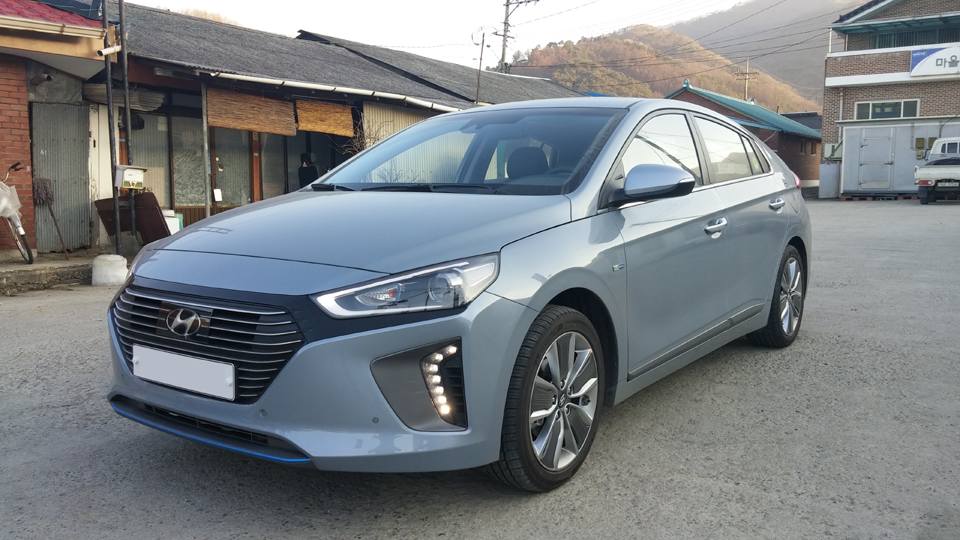
フロント
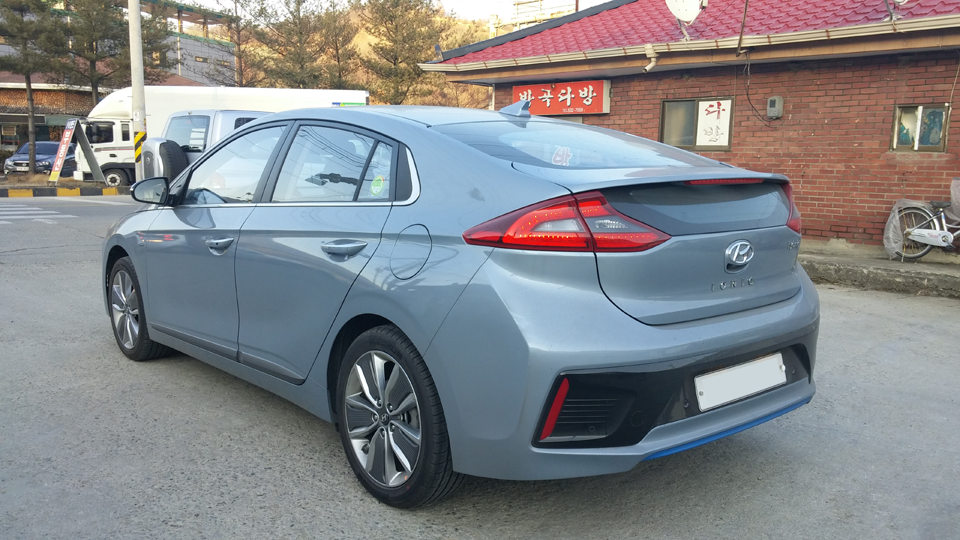
リア
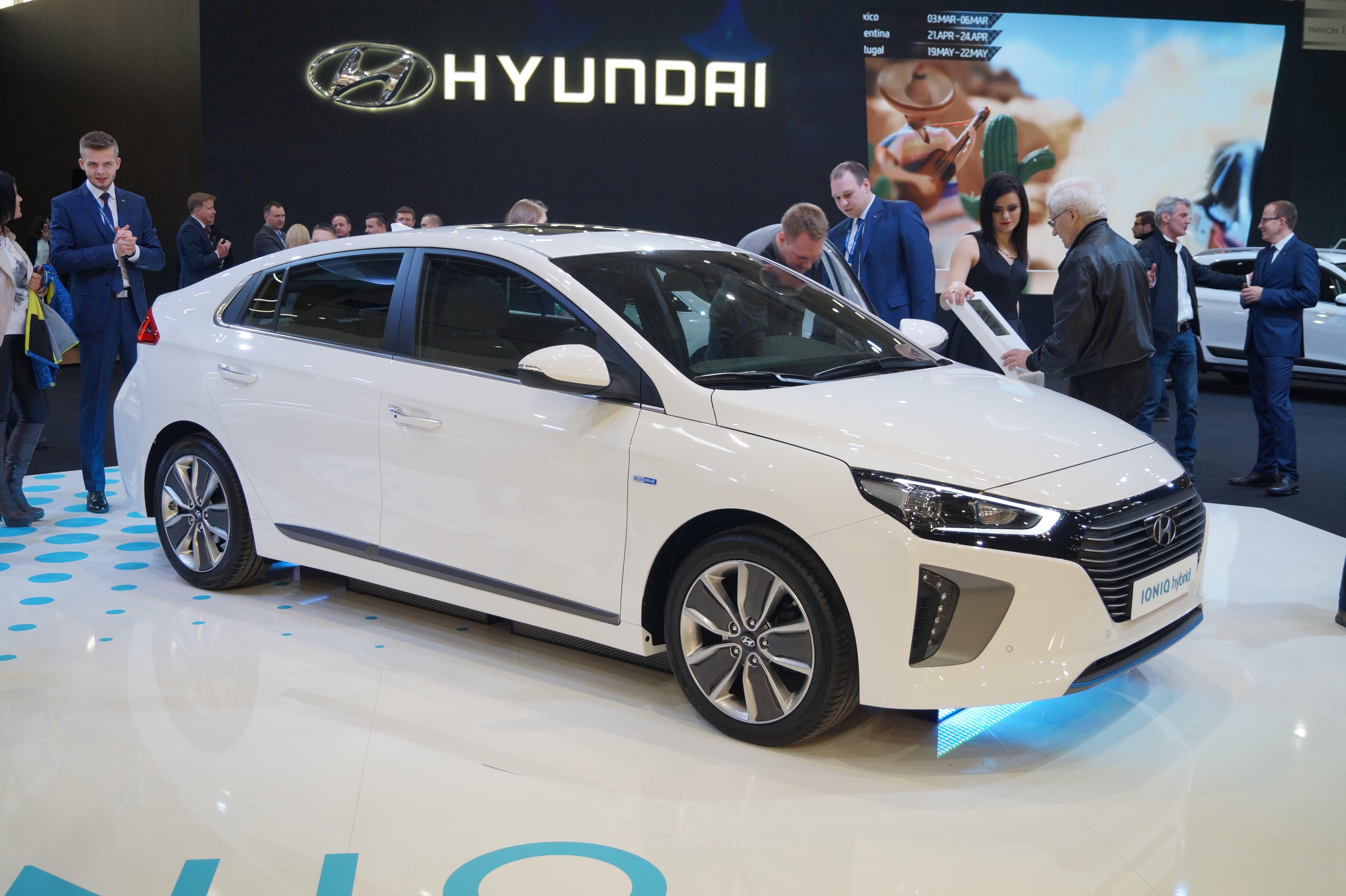
HVモデル
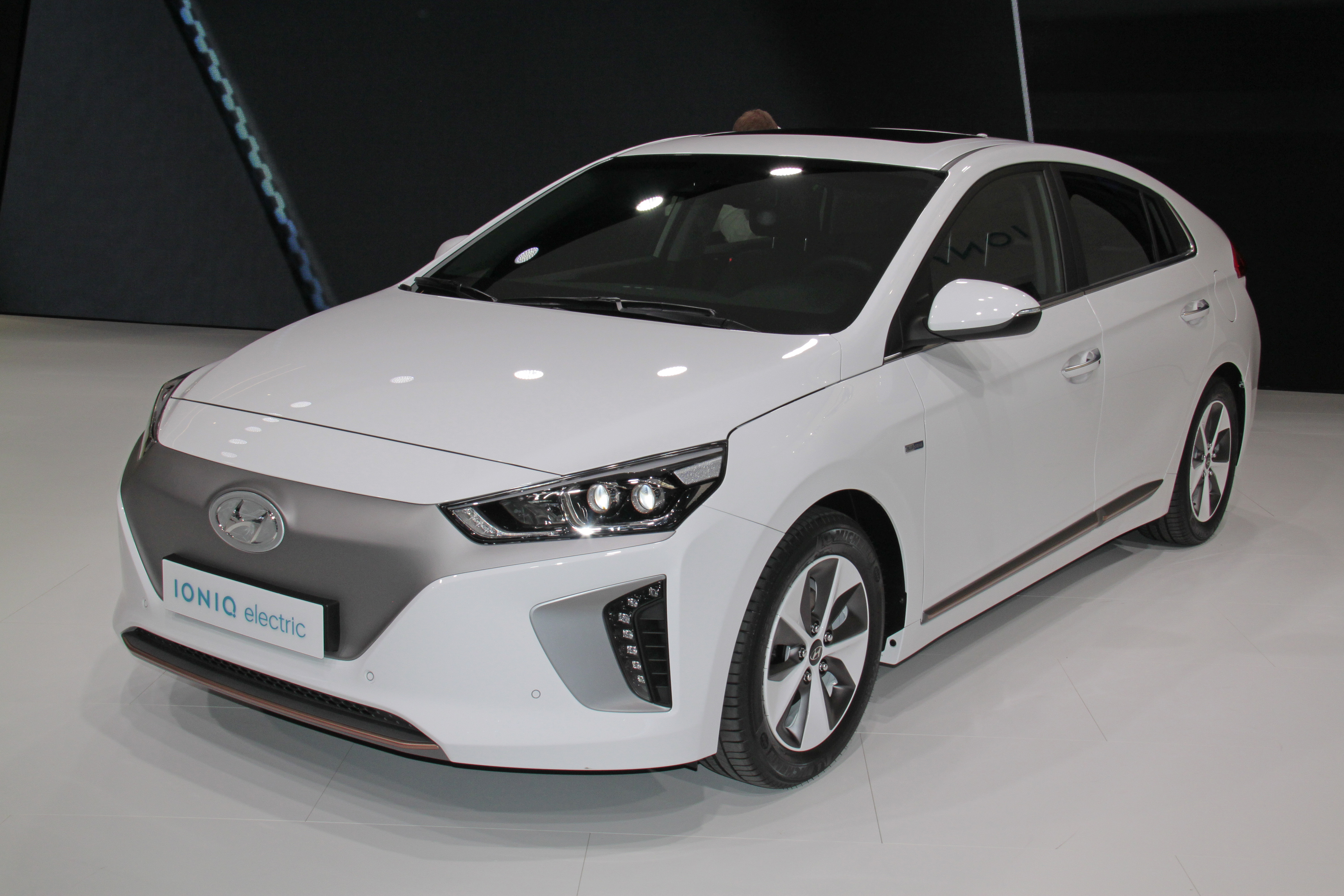
EVモデル
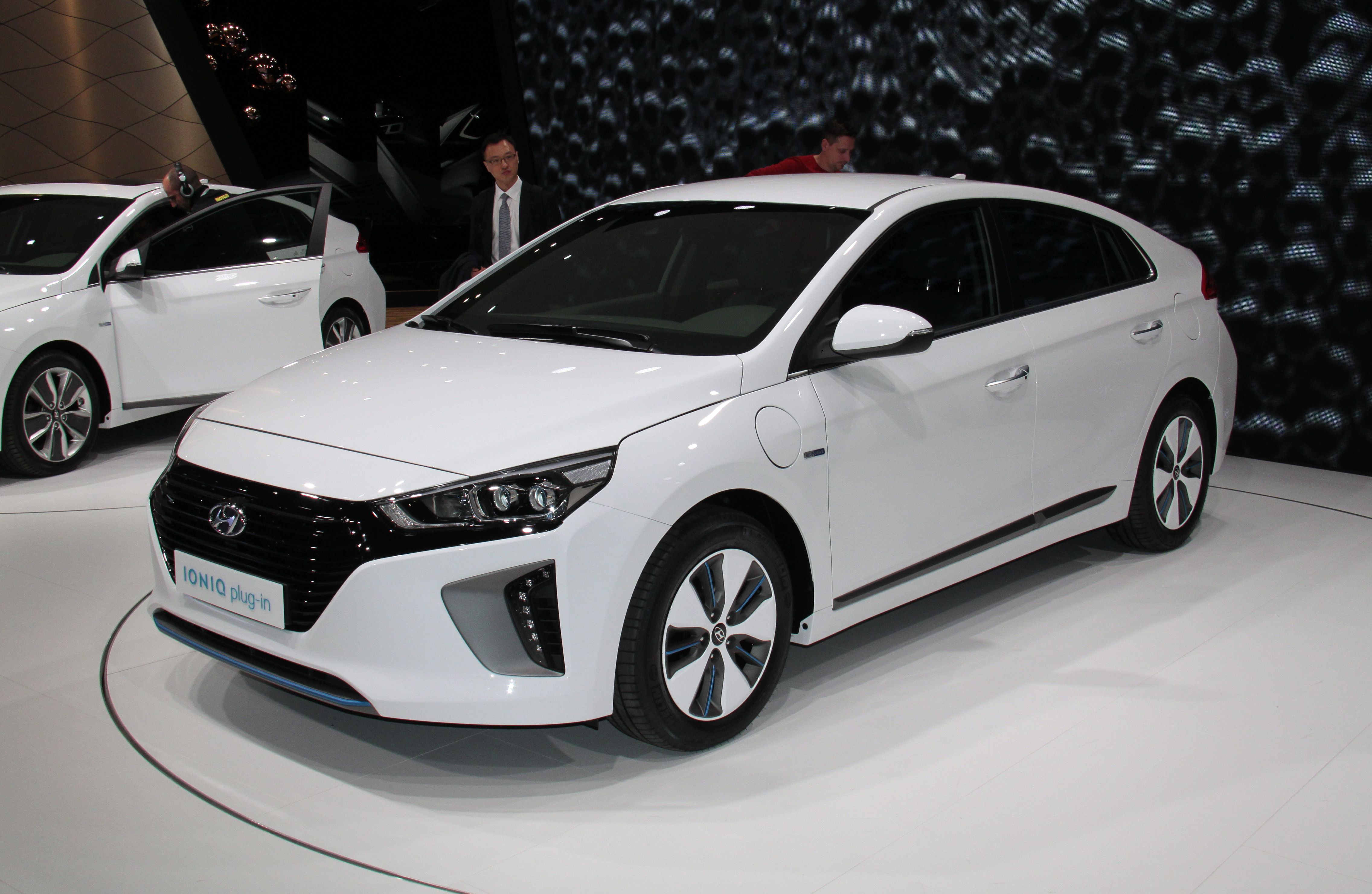
PHEVモデル
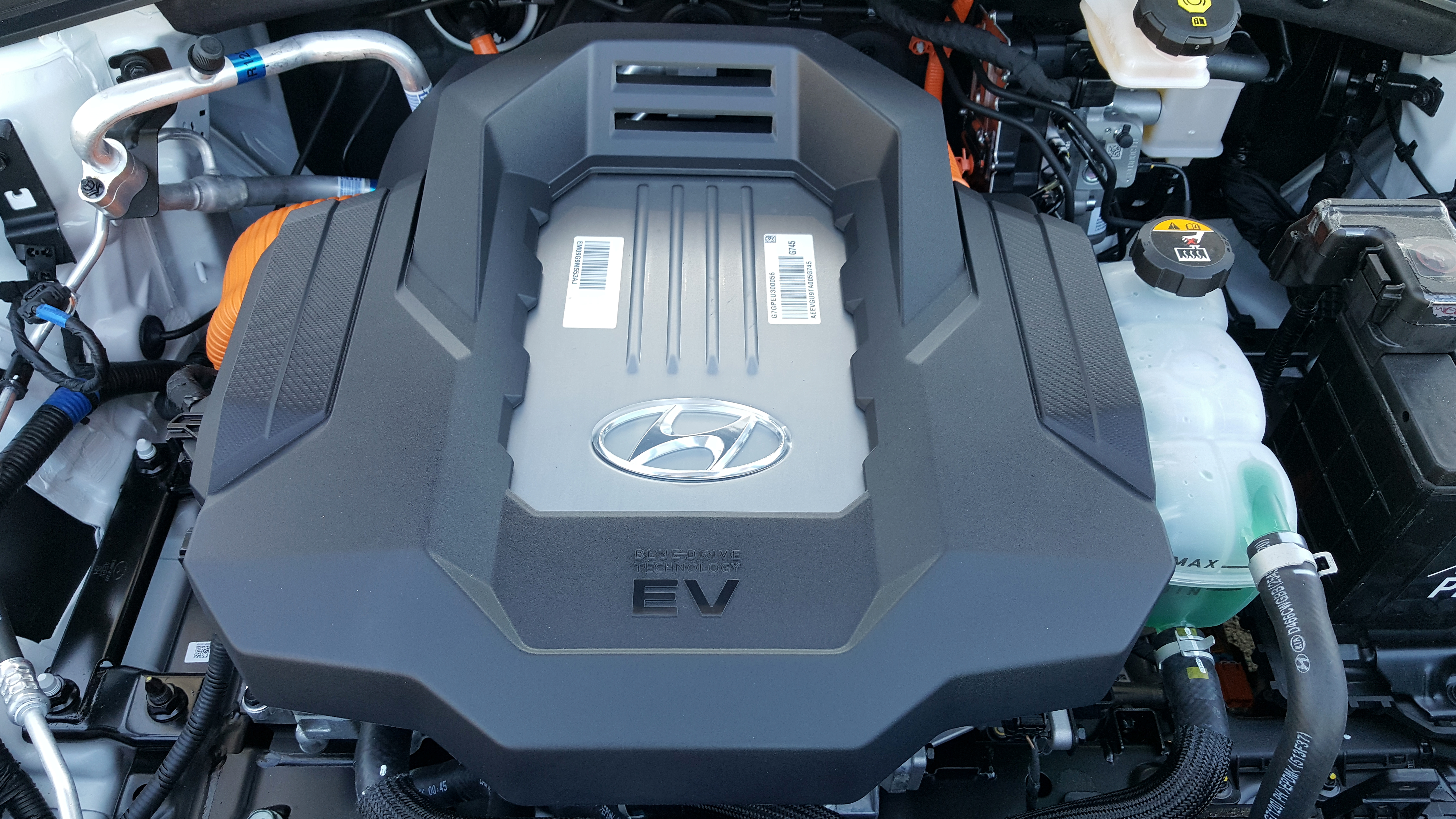
Engine of the Hyundai Ioniq Electric

## 車名
「IONIQ (アイオニック)」は、「ion (イオン)」と「unique (ユニーク)」を合わせた造語である。